# 莫拉镇
莫拉镇（Moran Town），是印度阿萨姆邦Dibrugarh县的一个城镇。总人口6784（2001年）。

## 人口
该地2001年总人口6784人，其中男性3622人，女性3162人；0—6岁人口672人，其中男375人，女297人；识字率83.59%，其中男性为85.56%，女性为81.34%。